# José Padilla (DJ)
José Padilla, španski ambient producent  in DJ, * 1955, Girona, Španija, † 18. oktober 2020, Ibiza, Španija.
Poznan je predvsem po svojem delu kot DJ v Café del Mar na Ibizi.